# 1933-as magyar birkózóbajnokság
Az 1933-as magyar birkózóbajnokság a huszonhetedik magyar bajnokság volt. A kötöttfogású bajnokságot december 16. és 17. között rendezték meg Budapesten, a MÁVAG Golgota téri tornatermében, a szabadfogású bajnokságot pedig november 4. és 5. között Budapesten, a Műegyetemen.

## Eredmények

### Férfi kötöttfogás
| Versenyszám   | Arany                          | Arany | Ezüst                    | Ezüst | Bronz                                   | Bronz |
| ------------- | ------------------------------ | ----- | ------------------------ | ----- | --------------------------------------- | ----- |
| Légsúly       | Szekfü László Kaposvári Turul  |       | Németh József MÁVAG SK   |       | Gyarmati Pál Testvériség SE             |       |
| Pehelysúly    | Fecske Béla Munkás TE          |       | Vigh Endre Törekvés SE   |       | Fábián Pál BVSC                         |       |
| Könnyűsúly    | Biczó Géza Törekvés SE         |       | Ferencz Károly MTK       |       | Kárpáti Károly Testnevelési Főiskola SC |       |
| Kisközépsúly  | Csiszár Nándor Ferencvárosi TC |       | Kálmán József Újpesti TE |       | Kamarás József Herminamezei AC          |       |
| Nagyközépsúly | Barbarits Béla BVSC            |       | Kripkó Antal Dorogi AC   |       | Hegedüs Béla BVSC                       |       |
| Kisnehézsúly  | Göndör István Törekvés SE      |       | Kitka Endre Miskolci MTE |       | Vitális Sándor Dorogi AC                |       |
| Nehézsúly     | Kont Ferenc BVSC               |       | Rapp Gyula Szolnoki MÁV  |       | Juhász János Újpesti TE                 |       |

### Férfi szabadfogás
| Versenyszám   | Arany                       | Arany | Ezüst                         | Ezüst | Bronz                          | Bronz |
| ------------- | --------------------------- | ----- | ----------------------------- | ----- | ------------------------------ | ----- |
| Légsúly       | Széll Dezső Herminamezei AC |       | Aranyi Lajos Munkás TE        |       | Hegyi László Munkás TE         |       |
| Pehelysúly    | Próka István Dorogi AC      |       | Tóth Ferenc Újpesti TE        |       | Fecske Béla Munkás TE          |       |
| Könnyűsúly    | Beke Imre Dorogi AC         |       | Szép MÁVAG SK                 |       | Pintér-Pap MAC                 |       |
| Kisközépsúly  | Tasnády József MAC          |       | Finyák Sándor Győri AC        |       | Csiszár Nándor Ferencvárosi TC |       |
| Nagyközépsúly | Riheczky János MÁVAG SK     |       | Péterfi Péter Ferencvárosi TC |       | Faragó Péter MÁV Előre         |       |
| Kisnehézsúly  | dr. Papp László MAC         |       | Barbarics Béla BVSC           |       | Somos József MÁV Előre         |       |
| Nehézsúly     | Tarányi József Munkás TE    |       | Sárdi János Herminamezei AC   |       | Varga József BSzKRt SE         |       |